# Томсен, Тонни
То́нни Йоуха́ннус То́мсен (фар. Tonni Jóhannus Thomsen; род. 5 февраля 1999 года в Норагёте, Фарерские острова) — фарерский футболист, игрок клуба «ИФ».

## Клубная карьера
Тонни — воспитанник «Вуйчингура» из родной Норагёты. 11 апреля 2015 года в составе третьей команды «викингов» он провёл свой первый матч во взрослом футболе: это была встреча второго дивизиона против «Ройна». В следующем сезоне игрок был переведён во вторую команду и дебютировал за неё 2 апреля 2016 года в матче первого дивизиона против клуба «ЭБ/Стреймур». В сезоне-2017 игрок стал привлекаться к тренировкам и матчам первой команды «Вуйчингура». Его дебют за «викингов» состоялся 4 марта 2017 года в поединке за суперкубок Фарерских островов против клуба «КИ». 17 апреля игрок сыграл свой первый матч в фарерской премьер-лиге (против клуба «ЭБ/Стреймур»). Это была единственная его игра в чемпионате в дебютном сезоне. В следующем сезоне Тонни сыграл 6 матчей в фарерском первенстве, а также провёл свою первую игру в еврокубках: 26 июля 2018 года в матче квалификации Лиги Европы против кутаисского"Торпедо" он заменил Элиаса Лервига на 90-й минуте.
В первой половине сезона-2019 Тонни провёл только 1 матч за «викингов». Летом он ушёл в тофтирский «Б68» и принял участие в 11 встречах завершающей фазы первого дивизиона. В 2020 году Тонни был одним из лидеров тофтирцев, сыграв в 26 матчах первой лиги и забив 8 голов (совместно с Оули Ольсеном они разделили 2-е место по голам за «Б68» в сезоне-2020 после лучшего бомбардира Андри Беньяминсена). 29 ноября 2020 года Тонни вышел в стартовом составе в стыковом матче против «АБ» и на 99-й минуте был заменён на Карстина Клементсена. По итогам этой встречи «Б68» вернулся в высший фарерский дивизион.

## Международная карьера
В 2014 и 2017 годах Тонни представлял Фарерские острова на юношеском уровне, в сумме отыграв 7 матчей.

## Достижения
«Вуйчингур»
- Чемпион Фарерских островов (1): 2017
- Обладатель Суперкубка Фарерских островов (2): 2017, 2018